# NGC 6167
NGC 6167 هي مجرة تتبع كوكبة مسطرة النقاش. اكتشفها جيمس دنلوب في 26 يونيو 1826.

## روابط خارجية
- NGC 6167 على موقع ويكي سكاي: DSS2, SDSS, GALEX, IRAS, Hydrogen α, X-Ray, Astrophoto, Sky Map, Articles and images